# 罗汝泽 (湖北)
罗汝泽，中华民国官員。湖北钟祥人。
民国4年8月任霞浦县知事，任职期间百苋乡抗捐拒捕，罗请兵平乱，兵至时罗已去职，故未在霞浦酿成兵祸。任内奉令编修《霞浦县志》，但直到10年后刘以臧任上才编修完成。
民国7年转任福鼎县知事。